# Groothoofdspoort
De Groothoofdspoort is een nog bestaande stadspoort in de Zuid-Hollandse stad Dordrecht. Het rijksmonument werd wegens verregaande bouwvalligheid in de jaren 1969-1975 gerestaureerd en deels gereconstrueerd.

## Naam en situering
De poort is gelegen op het Groothoofd, de kade waar drie rivieren samenkomen: de Oude Maas, de Merwede en de Noord. Het was de plaats waar al in de middeleeuwen de bezoekers aan de stad aan land kwamen. Als in de oudste stadsrekeningen van 1285 en 1286 sprake is van "het hoofd" ("an hoeft"), wordt daar waarschijnlijk het Groothoofd mee bedoeld. Begin 14e eeuw wordt het aangeduid als "hoeft (...) achter s'Jan Putocs" en "hoeft (...) bider groeter brugge", verwijzingen naar respectievelijk de Puttoxtoren die hier destijds stond, en naar de Boombrug. De benaming "Groothoofd" komt vanaf de 15e eeuw voor: "opten groten hoofde" (1409) en "buyten den diick op tslick vanden groten hode" (1446). Een stadspoort op deze plek wordt voor het eerst vermeld in 1496 als "puyticx poert", maar de nog bestaande poort is zeker ouder en werd mogelijk voorafgegaan door een kleinere poort.
Pas na de verbouwing van de poort in 1618 verschijnt de naam Groothoofdspoort in de bronnen als "Groote hooftspoort" (1640). Cornelis Pronk noteerde bij een tekening van Paulus van Liender (1731-1797) van het Groothoofd: "De Groote Hoofd Poort te Dordt".

## Het gebouw
In de literatuur varieert de datering van de bouw van eind 14e eeuw – en gelijktijdig met de Vlaamse hal, die in 1544 tot stadhuis werd verbouwd – tot circa 1440-1450. Het gebouw heeft relatief dunne muren en was daarom niet bedoeld als een zware verdedigingstoren, maar eerder als een representatieve entree tot de stad.
Tijdens de ingrijpende restauratie in de jaren 1969-1975 werd veel duidelijk over het 15e-eeuwse uiterlijk van de poort. Het gebouw is aan de stadszijde breder dan aan de rivierzijde heeft daardoor een trapeziumvormige plattegrond. Tijdens een opgraving werden aan de stadszijde resten van de fundering van een toren gevonden, die deels voor de stadspoort stond. Dit was waarschijnlijk de Puttoxtoren, waarvan bekend is dat hij in 1607 is ingestort en daarna grotendeels is afgebroken. Omdat de versiering die in 1618 aan de binnenzijde van de poort is aangebracht, aan de linkerzijde ontbreekt, heeft daar op dat moment waarschijnlijk nog een traptoren gestaan die voorheen toegang gaf tot zowel de Puttoxtoren als de verdieping van de Groothoofdspoort. Volgens Matthijs Balen (1677) bevond zich hier in de 17e eeuw de gijzelkamer, waar personen gevangen werden gezet die hun schulden niet konden voldoen. Hij maakt althans melding van "De Steen- en 't Gyzel-Huys, nu genoemd Uytwijk, Weleer belend an Puttox-Torn" (dwz. "naast de Puttoxtoren").
De gotische oorsprong is nog af te lezen aan het gewelf van poortdoorgang, dat opnieuw is opgemetseld tijdens de restauratie. Ook aan de noordelijke zijgevel zijn nog gotische fragmenten bewaard gebleven, zoals de aanzet van een arkeltorentje en een vensternis met driepas. Tijdens de verbouwing van 1618 werd de poort versierd met beeldhouwwerk van Gillis Huppe in maniëristische stijl. Op het dak kwam een klokkentorentje, waardoor bovenbouw van de poort leek op de Rotterdamse Ooster Oude Hoofdpoort aan de Oude Haven die in 1856 werd afgebroken. In 1692 werd de kap vervangen door de huidige koepel. De voorpoort in Lodewijk XV-stijl aan de rivierzijde dateert uit de 18de eeuw en verving een oudere voorpoort.

## Versiering
Boven de doorgang is de Hollandse of Dordtse Maagd te zien. Het allegorische symbool de Maagd is verbeeld gezeten in de Tuin van Holland, omringd door een lage cirkel van gevlochten hazelroeden waarin een poort. De cirkel van hazelroeden kwam voor in  Germaanse en Saksische rechtspraak, het Ding (Thing) alsook met de Eed Steen van de Koning zoals gestipuleerd in de heidense Lex Ripuaria, deze wetten werden eerst neergeschreven in 511 NK. Deze Frankische wetten waren geldig in geheel toenmalig Holland. Willem IV van Ostrevant (Oosterbant) graaf van Holland, Henegouwen en hertog van Bavaria stichtte in 1387 de Orde van de Tuin van Holland. Als recht en vrijheids symbool werd de Tuin van Holland vooral veel gebruikt tijdens de strijd tegen de Spaanse overheersing. In haar ene hand heeft de Maagd het wapen van Dordrecht en in de andere hand een palmtak, dat vrede uitdrukt. Rondom haar zijn wapens van 15 Nederlandse steden afgebeeld, die in relatie met Dordrecht stonden.

## Afbeeldingen

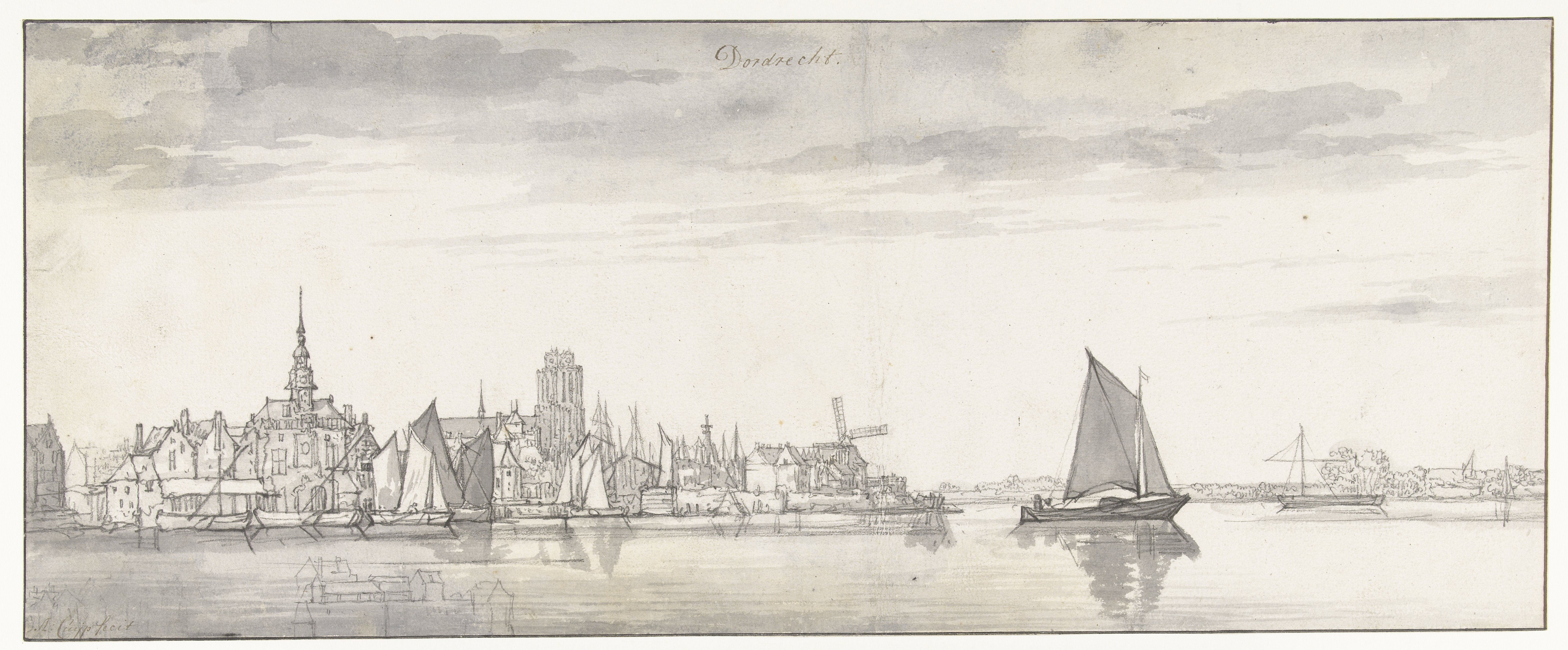
Aelbert Cuyp, Gezicht op de Groothoofdspoort, tekening, ca. 1645-1650, Rijksmuseum Amsterdam
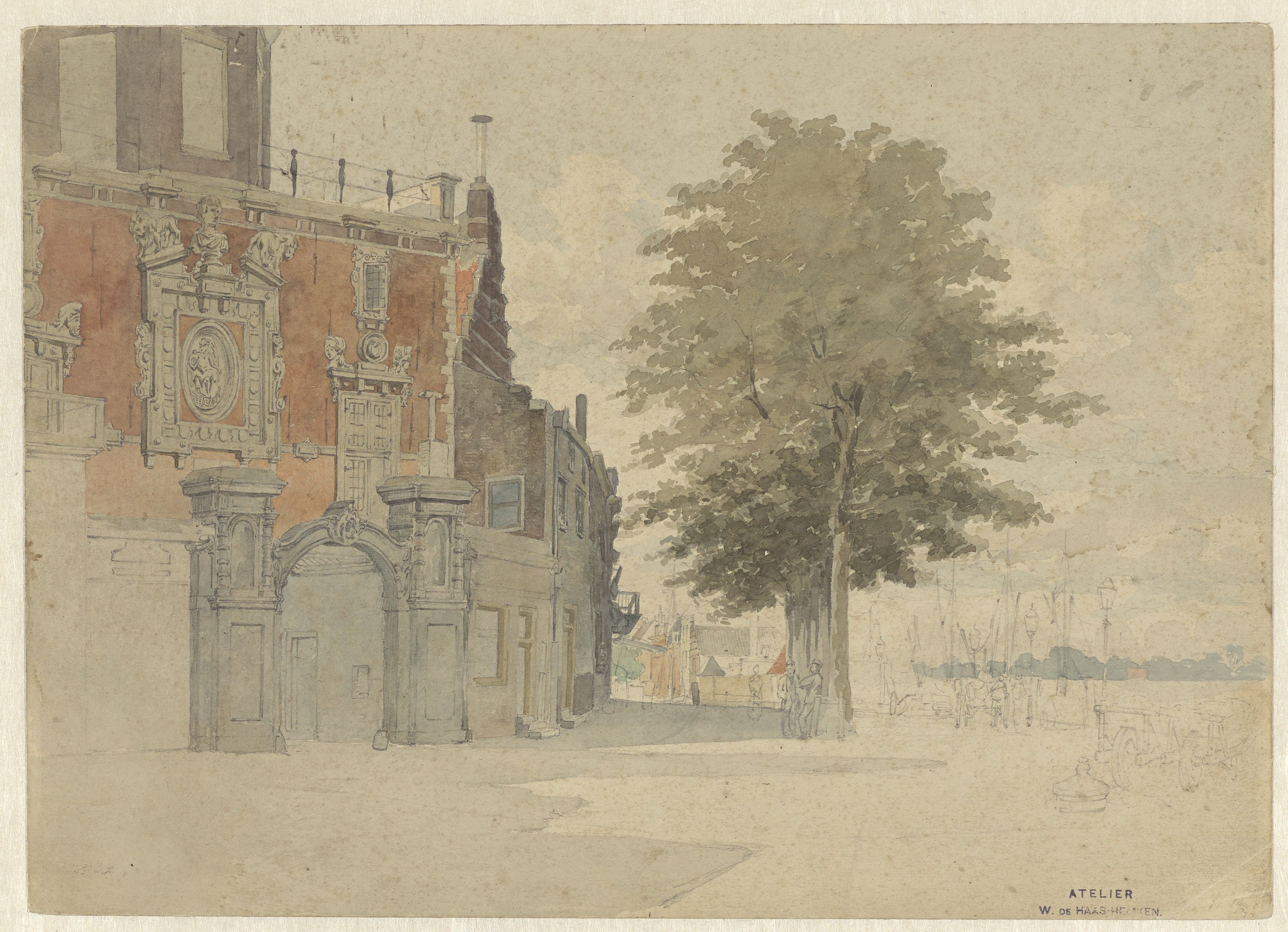
Willem de Haas Hemken, De Groothoofdspoort te Dordrecht, aquarel, tweede helft 19e eeuw, Rijksmuseum Amsterdam
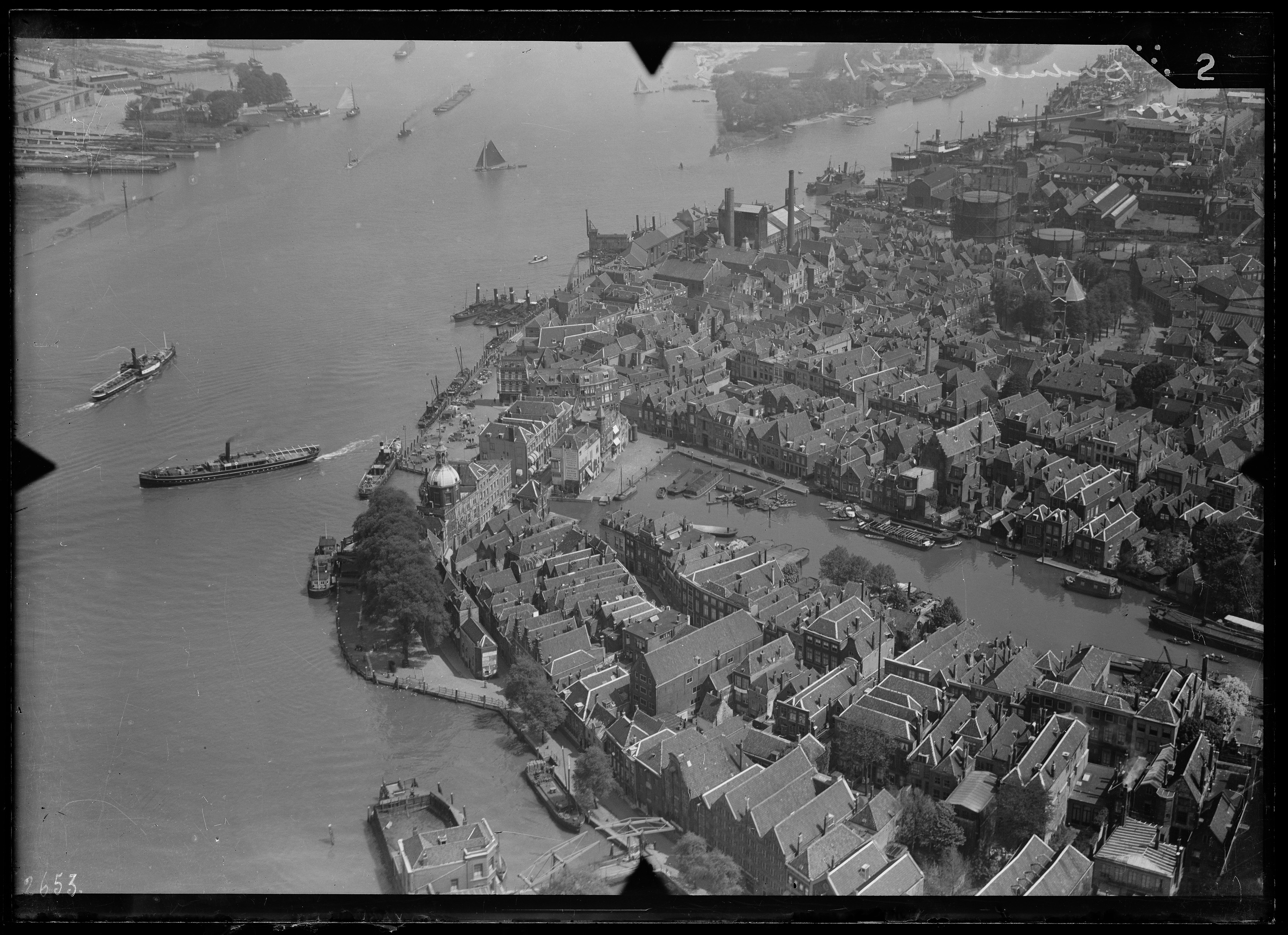
Luchtfoto van de Groothoofdspoort, ca. 1920-1940, Nederlands Instituut voor Militaire Historie